# 高木善朗
高木 善朗（たかぎ よしあき、1992年12月9日 - ）は、神奈川県横浜市青葉区出身のプロサッカー選手。Jリーグ・アルビレックス新潟所属。ポジションはミッドフィールダー、フォワード。

## 来歴

### プロ入り前
神奈川県所在のあざみ野FCに幼稚園年中で、兄の高木俊幸（以下、俊幸）と同時期に入団。俊幸は小学校入学時に一時辞めているが、善朗は続けている。2005年に東京ヴェルディジュニアユースに加入。同年U-13日本ユース選抜チームに選出され、韓国で開催されたユーストーナメントに出場、決勝戦で2得点を挙げて優勝に貢献した。ジュニアユース時代には中学2年時の2006年度に日本クラブユースサッカー選手権 (U-15)大会で3位を経験した。中学3年時の2007年度はユースチームで試合に出場し、Jユースカップでは予選リーグで1得点を挙げた。
2008年にユースチームに昇格。翌2009年U-17日本代表に選出されて2009 FIFA U-17ワールドカップに出場した。グループリーグ3試合に出場し、うちブラジル戦では35分に先制点を挙げた。

### 東京ヴェルディ
2009年3月、兄・俊幸ともどもトップチームに2種契約選手として登録された。翌2010年3月14日、J2第2節ロアッソ熊本戦でリーグ戦デビュー、9月12日の第25節横浜FC)戦でリーグ初得点を挙げた。9月17日に、プロA契約を締結 し、トップチームに完全昇格。同年度中は33試合の出場で5得点を挙げ、うち第25節、第27節徳島ヴォルティス戦、第28節ギラヴァンツ北九州戦の計3試合で兄弟揃っての得点を挙げた。2011年6月、オランダ・エールディヴィジのFCユトレヒトへの移籍が決定。契約期間は3年+2年の延長オプション付きとユトレヒト公式サイトから発表された。

### ユトレヒト
2011年12月4日、エールディヴィジ第14節FCトゥウェンテ戦で、移籍後初出場を果たす。第16節のフェイエノールト戦で移籍後初のフル出場でアシストも記録。2011-12シーズン最終節のローダJC戦で初得点を決めた。最終的に、オランダでの初シーズンは、15試合に出場して1得点6アシストを記録した アシスト数はチーム最多であった。。2013年2月22日、練習中に左手首を骨折し、後日手術を受けた。2012-13シーズンの出場はわずか7試合に留まった。

### 清水エスパルス
2013年12月21日、兄・俊幸の所属するJ1清水エスパルスへの完全移籍が発表された。

### 東京ヴェルディ （第2期）
2015年7月15日、期限付き移籍で古巣の東京ヴェルディに4年ぶりに復帰した。契約は、2016年1月1日までとなる。2016年1月4日、期限付き移籍が延長された。契約は、2017年1月31日までとなる。2016年12月22日、東京ヴェルディへの完全移籍が発表された。
2017年3月11日、第3節の水戸ホーリーホック戦で2017年シーズン初得点を決めた。

### アルビレックス新潟
2018年、アルビレックス新潟へ移籍した。
2021年は10ゴール14アシストで公式戦2桁ゴール2桁アシストを達成した。2022年は新潟のJ2優勝・J1昇格に貢献し、ベストイレブンにも選ばれたがシーズン終盤に右膝前十字靭帯損傷の大怪我を負った。
2023年には第23節での湘南ベルマーレ戦の途中で入り自身のJ1初ゴールとなる2ゴールを決め、2-2の引き分けに貢献した。

## 人物
- 父は横浜、日本ハムで活躍した元プロ野球選手の高木豊。高木三兄弟の次男である。サッカー選手の高木俊幸は兄、高木大輔は弟である[3][23]。
- 2015年3月3日、クラブのホームページで一般女性と結婚したことを発表。結婚記念日である3月3日にちなんで東京Vや新潟で33番をつけている[24]。
- 2015年12月10日に第1子男児が誕生、2016年11月18日に第2子男児が誕生[25]。

## 所属クラブ
- - 2004年 あざみ野FC（横浜市立嶮山小学校）
- 2005年 - 2007年 東京ヴェルディ1969ジュニアユース（横浜市立すすき野中学校）
- 2008年 - 2010年 東京ヴェルディユース（日出学園高等学校）
  - 2009年 - 2010年 東京ヴェルディ（2種登録選手）
- 2010年 - 2011年6月  東京ヴェルディ
- 2011年6月 - 2013年  FCユトレヒト
- 2014年 - 2016年  清水エスパルス
  - 2015年7月 - 2016年  東京ヴェルディ（期限付き移籍）
- 2017年  東京ヴェルディ
- 2018年 -  アルビレックス新潟

## 個人成績
| 国内大会個人成績 | 国内大会個人成績 | 国内大会個人成績 | 国内大会個人成績 | 国内大会個人成績 | 国内大会個人成績 | 国内大会個人成績 | 国内大会個人成績 | 国内大会個人成績 | 国内大会個人成績 | 国内大会個人成績 | 国内大会個人成績 |
| 年度             | クラブ           | 背番号           | リーグ           | リーグ戦         | リーグ戦         | リーグ杯         | リーグ杯         | オープン杯       | オープン杯       | 期間通算         | 期間通算         |
| 年度             | クラブ           | 背番号           | リーグ           | 出場             | 得点             | 出場             | 得点             | 出場             | 得点             | 出場             | 得点             |
| 日本             | 日本             | 日本             | 日本             | リーグ戦         | リーグ戦         | リーグ杯         | リーグ杯         | 天皇杯           | 天皇杯           | 期間通算         | 期間通算         |
| ---------------- | ---------------- | ---------------- | ---------------- | ---------------- | ---------------- | ---------------- | ---------------- | ---------------- | ---------------- | ---------------- | ---------------- |
| 2010             | 東京V            | 33               | J2               | 33               | 5                | -                | -                | 1                | 0                | 34               | 5                |
| 2011             | 東京V            | 8                | J2               | 10               | 1                | -                | -                | -                | -                | 10               | 1                |
| オランダ         | オランダ         | オランダ         | オランダ         | リーグ戦         | リーグ戦         | リーグ杯         | リーグ杯         | KNVBカップ       | KNVBカップ       | 期間通算         | 期間通算         |
| 2011-12          | ユトレヒト       | 18               | エール           | 15               | 1                | -                | -                | 0                | 0                | 15               | 1                |
| 2012-13          | ユトレヒト       | 18               | エール           | 7                | 0                | -                | -                | 0                | 0                | 7                | 0                |
| 2013-14          | ユトレヒト       | 18               | エール           | 12               | 0                | -                | -                | 1                | 0                | 13               | 0                |
| 日本             | 日本             | 日本             | 日本             | リーグ戦         | リーグ戦         | リーグ杯         | リーグ杯         | 天皇杯           | 天皇杯           | 期間通算         | 期間通算         |
| 2014             | 清水             | 23               | J1               | 9                | 0                | 3                | 0                | 5                | 3                | 17               | 3                |
| 2015             | 清水             | 23               | J1               | 4                | 0                | 4                | 1                | -                | -                | 8                | 1                |
| 2015             | 東京V            | 33               | J2               | 18               | 1                | -                | -                | 2                | 0                | 20               | 1                |
| 2016             | 東京V            | 10               | J2               | 37               | 8                | -                | -                | 2                | 2                | 39               | 10               |
| 2017             | 東京V            | 10               | J2               | 37               | 7                | -                | -                | 0                | 0                | 37               | 7                |
| 2018             | 新潟             | 33               | J2               | 32               | 0                | 4                | 1                | 0                | 0                | 36               | 1                |
| 2019             | 新潟             | 33               | J2               | 33               | 2                | -                | -                | 0                | 0                | 33               | 2                |
| 2020             | 新潟             | 33               | J2               | 35               | 1                | -                | -                | -                | -                | 35               | 1                |
| 2021             | 新潟             | 33               | J2               | 42               | 10               | -                | -                | 0                | 0                | 42               | 10               |
| 2022             | 新潟             | 33               | J2               | 32               | 9                | -                | -                | 1                | 0                | 33               | 9                |
| 2023             | 新潟             | 33               | J1               | 18               | 2                | 2                | 0                | 1                | 0                | 21               | 2                |
| 2024             | 新潟             | 33               | J1               | 20               | 1                | 1                | 0                | 1                | 0                | 22               | 1                |
| 2025             | 新潟             | 33               | J1               |                  |                  |                  |                  |                  |                  |                  |                  |
| 通算             | 日本             | 日本             | J1               | 51               | 3                | 10               | 1                | 7                | 3                | 68               | 7                |
| 通算             | 日本             | 日本             | J2               | 309              | 44               | 4                | 1                | 6                | 2                | 319              | 47               |
| 通算             | オランダ         | オランダ         | エール           | 34               | 1                | -                | -                | 1                | 0                | 35               | 1                |
| 総通算           | 総通算           | 総通算           | 総通算           | 394              | 48               | 14               | 2                | 14               | 5                | 422              | 55               |

- 2010年9月17日プロA契約締結

出場歴
- Jリーグ初出場 - 2010年3月14日 J2第2節 ロアッソ熊本戦 (味の素スタジアム)
- Jリーグ初得点 - 2010年9月12日 J2第25節 横浜FC戦 (ニッパツ三ツ沢球技場)

その他の公式戦
- 2013年
  - エールディヴィジ プレーオフ 1試合0得点
  - UEFAヨーロッパリーグ 2013-14予選2回戦 2試合0得点

## タイトル

### クラブ
東京ヴェルディ1969ジュニアユース
- MBC国際ユーストーナメント（2005年）

アルビレックス新潟
- J2リーグ（2022年）

### 個人
- J2リーグ・ベストイレブン（2022年）

## 代表歴
- U-13日本ユース選抜
- U-16日本代表
  - 2008年 - AFC U-16選手権2008
- U-17日本代表
  - 2009年 - 2009 FIFA U-17ワールドカップ
- U-19日本代表
- U-23日本代表
  - 2012年 - トゥーロン国際大会
  - 2012年 - ロンドンオリンピック (予備登録メンバー)